# Lorenz Schmid
Lorenz Schmid (* Oktober 1787 in Ingolstadt; † 31. Dezember 1837 ebenda) war ein deutscher Jurist und Kommunalpolitiker.

## Werdegang
Schmid war ab 1822 als I. Rechtsrat tätig. 1824 wurde er zum Rechtskundigen Bürgermeister von Ingolstadt ernannt. Er blieb bis 1827 im Amt. Danach arbeitete er bis zu seinem Tod im Winter 1837 als I. Rechtsrat.